# Diventerà Bellissima
Diventerà Bellissima, stylizováno #DiventeràBellissima (přeložitelné jako „Bude velmi krásná“, zkratka DB), je sicilská regionální politická strana. Lídrem je italský ministr pro námořní záležitosti a bývalý guvernér Sicílie Nello Musumeci. Strana se profiluje konzervativně a spolupracuje s postfašistickými Bratry Itálie.
Název uskupení je inspirován slavným výrokem, který o Sicílii pronesl prokurátor a bojovník proti mafii Paolo Borsellino.

## Historie

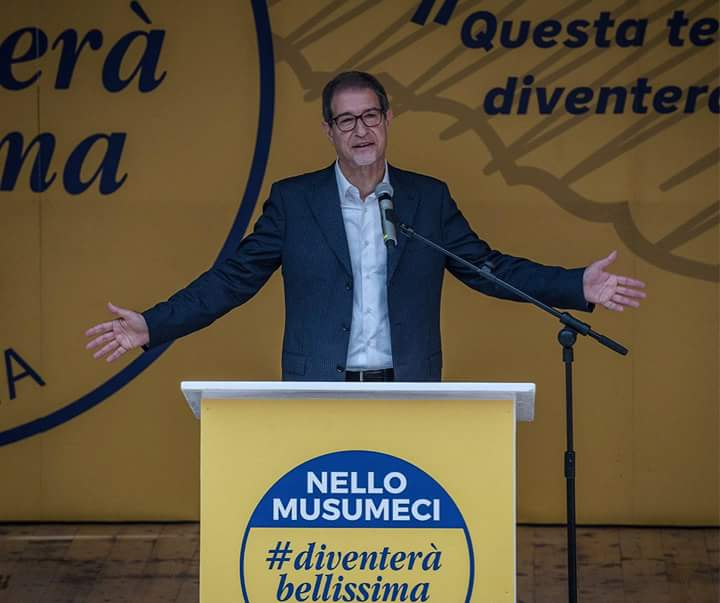
Nello Musumeci při kampani k sicilským volbám roku 2017

Diventerà Bellissima byla založena roku 2014 Nellem Musumecim, bývalým guvernérem provincie Catania a viceguvernérem autonomního regionu Sicílie.
V sicilských regionálních volbách v roce 2017 byl Musumeci jako kandidát Středopravicové koalice zvolen guvernérem Sicílie. DB získala 6.0% hlasů a šest křesel v regionálním shromáždění.
V parlamentních volbách 2018 strana kandidovala za národně konzervativní Bratry Itálie a získala jednoho senátora.

## Volební výsledky

### Poslanecká sněmovna
| Volby | Hlasy       | Hlasy       | Mandáty | Mandáty | Pozice | Postavení |
| Volby | Abs.        | %           | Abs.    | ±       | Pozice | Postavení |
| ----- | ----------- | ----------- | ------- | ------- | ------ | --------- |
| 2018  | V rámci FdI | V rámci FdI | 0/630   | ▬0      | ▬      | Opozice   |
| 2022  | V rámci FdI | V rámci FdI | 0/400   | ▬0      | ▬      | Vláda     |

### Senát
| Volby | Hlasy       | Hlasy       | Mandáty | Mandáty | Pozice |
| Volby | Abs.        | %           | Abs.    | ±       | Pozice |
| ----- | ----------- | ----------- | ------- | ------- | ------ |
| 2018  | V rámci FdI | V rámci FdI | 1/315   | ▲1      | ▲9.    |
| 2022  | V rámci FdI | V rámci FdI | 1/200   | ▬0      |        |

### Sicilské regionální shromáždění
| Volby | Hlasy       | Hlasy       | Mandáty | Mandáty | Pozice |
| Volby | Abs.        | %           | Abs.    | ±       | Pozice |
| ----- | ----------- | ----------- | ------- | ------- | ------ |
| 2017  | 114 708     | 6.0         | 6/70    | ▲6      | ▲6.    |
| 2022  | V rámci FdI | V rámci FdI | 5/70    | ▼1      | ▬6.    |